# Emio – L'uomo che sorride: Famicom Detective Club
Emio – L'uomo che sorride: Famicom Detective Club (ファミコン探偵倶楽部 笑み男?, Famikon Tantei Kurabu Emio, lett. "Famicom Detective Club Uomo Sorriso") è un videogioco d'avventura sviluppato da Nintendo EPD e Mages e pubblicato da Nintendo per Nintendo Switch il 29 agosto 2024. È il quarto capitolo della serie Famicom Detective Club e sarà il suo primo nuovo titolo in 27 anni, sin da BS Tantei Club: Yuki ni Kieta Kako del 1997.
Rivelato per la prima volta il 10 luglio 2024, con un breve teaser trailer, il gioco ha subito suscitato interesse online; con molti che ne hanno notato la natura criptica e il tono oscuro. Emio è stato accolto abbastanza positivamente dalla critica, venendo elogiata la trama e lo stile grafico, ma venendo criticata la modalità di gioco.

## Trama
Eisuke Sasaki, uno studente delle medie, viene ritrovato senza vita. Sul capo indossava un sacchetto di carta con una faccia sorridente. Questo dettaglio sembrerebbe indicare un collegamento con una serie di omicidi irrisolti avvenuti 18 anni prima, nonché con la leggenda metropolitana di Emio, conosciuto anche come “L’uomo che sorride”, un serial killer che regalerebbe alle sue vittime un “sorriso eterno”.
Nei panni di un investigatore dell’agenzia investigativa Utsugi, il protagonista riceve l’incarico di indagare sugli eventi che hanno causato la morte di Eisuke Sasaki. Nel corso delle indagini, il protagonista esamina tutti gli indizi e le testimonianze raccolte per far emergere potenziali collegamenti con eventi del passato.

## Modalità di gioco

Screenshot dal videogioco durante una conversazione tra il giocatore, da sinistra verso destra, l'ispettore Kamada e Utsugi

Emio – L'uomo che sorride è un videogioco d'avventura punta e clicca e una visual novel. La modalità di gioco è simile a quella dei remake di Famicom Detective Club per Nintendo Switch, in cui il giocatore avanza nella storia utilizzando comandi come spostarsi in altre aree, ascoltare altri personaggi e indagare. Il giocatore controlla un assistente investigatore privato che indaga su un omicidio. Durante alcuni segmenti del gioco, il giocatore controllerà la collega investigatrice Ayumi Tachibana.

## Sviluppo

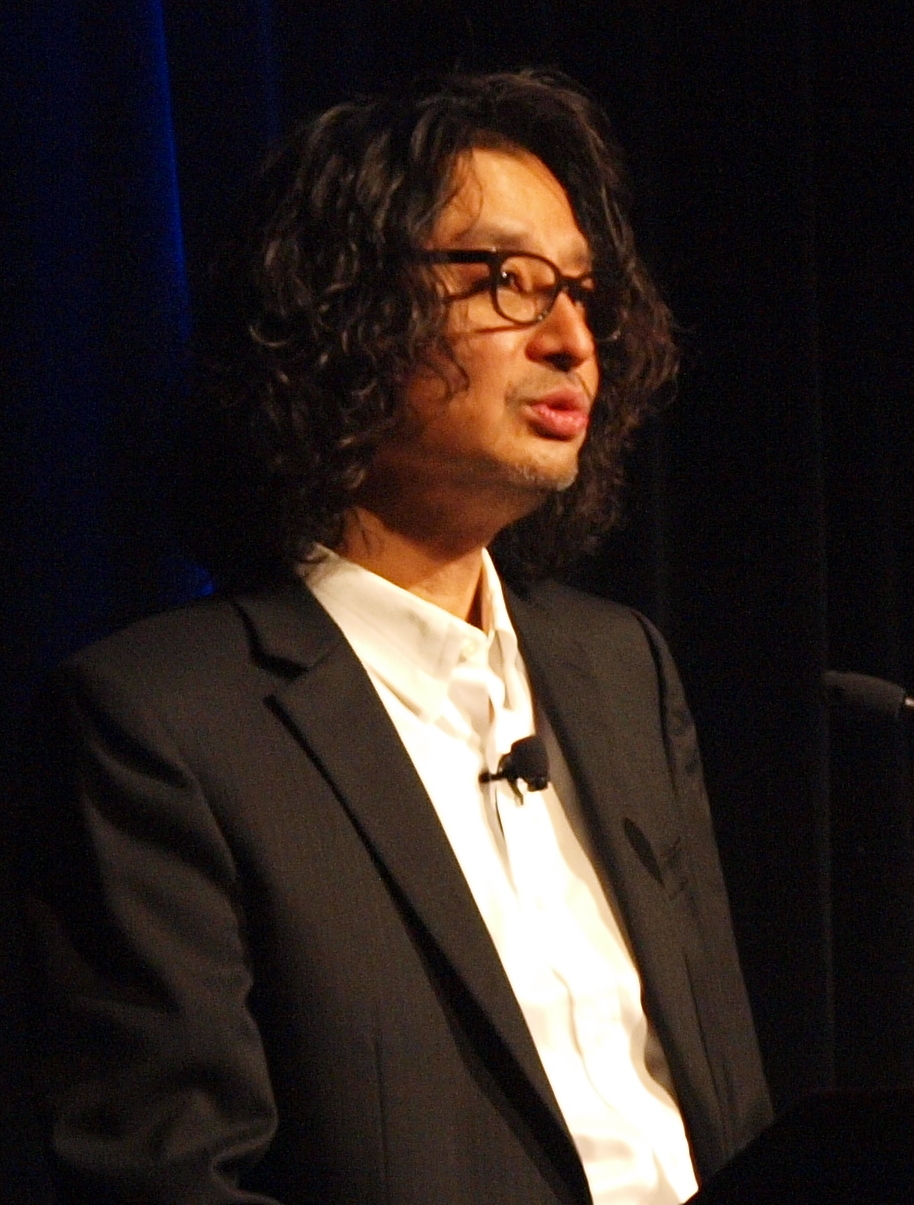
Il produttore Yoshio Sakamoto nel 2010

Emio – L'uomo che sorride venne prodotto da Yoshio Sakamoto, colui che lavorò ai precedenti capitoli della serie Famicom Detective Club. Sakamoto lavorò su ogni aspetto del gioco, inclusa la trama, la sceneggiatura e i filmati. Durante lo sviluppo dei remake per Nintendo Switch della duologia Famicom Detective Club, Sakamoto espresse il desiderio di continuare la serie attraverso la creazione di una nuovo capitolo. Sakamoto progettò il gioco in modo che fosse incentrato su una leggenda metropolitana invece che su una storia di fantasmi perché credeva che fosse più vivida perché "radicata nella realtà". Volle che la percezione del caso da parte del giocatore cambiasse man mano che apprendevano di più sulle circostanze della leggenda urbana. Sakamoto descrisse il gioco come il culmine della serie Famicom Detective Club. Divenne il primo nuovo gioco per Famicom Detective Club ad essere pubblicato negli ultimi 27 anni. Emio – L'uomo che sorride venne sviluppato da Nintendo Entertainment Planning & Development e Mages, lo stesso studio che sviluppò i remake del 2021. I filmati animati vennero realizzati dallo studio MAPPA.

### Promozione
Emio – L'uomo che sorride vene rivelato per la prima volta tramite un teaser trailer condiviso attraverso gli account X di Nintendo negli Stati Uniti, in Europa e in Giappone con l'hashtag #WhoIsEmio. Sul sito web ufficiale del gioco venne inserita una figura sinistra cambiare espressione, con il kanji dietro di lui che si legge "Emio", tradotto in "uomo che ride" o "uomo che sorride". Il 17 luglio 2024 venne rivelato che si trattava di un capitolo della serie Famicom Detective Club.

### Distribuzione
La versione demo venne distribuita in tre parti in date diverse: Prologo e Capitolo 1, Capitolo 2 e Capitolo 3. Il videogioco venne pubblicato il 29 agosto 2024 per Nintendo Switch. In Giappone è stata distribuita un'edizione da collezione, che include il gioco, un artbook, una replica di una prova e i CD della colonna sonora.

## Accoglienza

### Prima della distribuzione
Il teaser trailer iniziale ha ricevuto grande attenzione dai media e dai critici. Le iniziali speculazioni ipotizzavano che fosse sviluppato dalla stessa Nintendo, avendo una pagina dedicata sul sito. Altre speculazioni ipotizzavano che gli sviluppatori di Bloober Team fossero coinvolti, visto il recente annuncio del loro Project M per le piattaforme Nintendo. Secondo Tom Philips di Eurogamer, altri indizi sarebbero stati trovati in un'intervista dell'amministratore delegato di Bloober, Piotr Babieno, che aveva parlato dell'importanza del progetto.
Kirsten Carey di The Mary Sue ha notato che quello fosse il primo video con limitazioni per età del canale YouTube di Nintendo. Sempre secondo Carey, gli influencer vicini all'azienda non avevano idea di cosa potesse essere, elogiando la "campagna minimalista sui social media" come "marketing brillante". Carey ha speculato dicendo che potrebbe trattarsi del primo videogioco Nintendo con ESRB "M". David Whey di GamePro ha commentato come questo trailer fosse un inusuale annuncio di Nintendo rispetto agli altri suoi giochi, rendendolo più eccitante. Anche Jordan Gerblick di GamesRadar+ ha trovato la maniera in cui Nintendo ha rivelato il gioco molto inusuale, visto che non era stato annunciato in alcuna Nintendo Direct. Gerblick ha affermato che anche il tono del trailer era insolito, supponendo che non fosse sviluppato direttamente da loro. Tuttavia ha espresso eccitazione per un videogioco con tale fascia di età sviluppato da Nintendo, sostenendo che era "una cosa senza precedenti" per l'azienda. Jasmine Gould-Wilson dello stesso sito era emozionata per Emio, affermando che "un videogioco horror" prodotto da Nintendo potrebbe farle prendere sul serio la Switch. Ha affermato che il trailer avesse un "estetica horror subdola", citando elementi come "la registrazione danneggiata (e) i tasti del pianoforte discordanti in sottofondo". Gould-Wilson ha sostenuto che L'uomo che sorride ricorda molto il body horror giapponese, comparandolo al videogioco Slitterhead. Secondo la critica, la reputazione dell'azienda come family-friendly ha contribuito a rendere il trailer ancora più impressionante. Lo ha comparato a The Legend of Zelda: Breath of the Wild e Tears of the Kingdom, videogiochi che, secondo Gould-Wilson, hanno "ampliato la portata" di cosa Nintendo possa offire.

### Critica
| Testata                             | Giudizio |
| ----------------------------------- | -------- |
| Metacritic (media al 4 giugno 2025) | 74/100   |
| OpenCritic (media al 4 giugno 2025) | 66%      |
| Destructoid                         | 7.5/10   |
| Eurogamer                           | 3/5      |
| Famitsū                             | 7,7/10   |
| Nintendo Life                       | 7/10     |
| Shacknews                           | 8/10     |
| Video Games Chronicle               | 3/5      |
| Siliconera                          | 8/10     |

Emio - L'uomo che sorride ha ricevuto critiche "generalmente favorevoli" su Metacritic. La trama e lo stile del videogioco sono state elogiate. Zoey Handley di Destructoid ha affermato che "la storia è cupa, ma raccontata senza troppa tensione", ha criticato la "mancanza di concentrazione", dal momento che i personaggi presentano troppe domande difficili da collegare. Tuttavia ha sostenuto che il finale è di grande impatto e lo ha elogiato. Lottie Lynn di Eurogamer ha elogiato la scrittura e il bilancio tra misteri e rivelazioni. James Galizio di RPG Site è rimasto impressionato dai personaggi, sostenendo che "Emio non è soltanto la storia di un assassino, ma un quadro che ritrae le macchie della violenza ricaduta sulle persone che le vittime hanno lasciato addietro". Cullen Black di Nintendo Insider ha ritenuto il videogioco un "mistero assemblato meravigliosamente" e ha elogiato la grafica, sostenendo che spesso "sembra un anime interattivo piuttosto che una visual novel statica".
La modalità di gioco ha ricevuto reazioni miste. Oliver Brandt di Vooks l'ha apprezzata, sottolineando le migliorie fatte alla meccanica degli indizi rispetto i titoli precedenti, sostenendo che permetta alla storia di avere un "flusso soddisfacente". Lottie Lynn ha affermato che le meccaniche siano "semplici" e "mostrano l'età della serie", inoltre ha criticato la linearità del gioco. James Perkins Mastromarino di Here & Now ha affermato che, nonostante le meccaniche riescano a mantenere la tensione del gioco in alcune sequenze, spesso la navigazione tra conversazione diventa "torpida e noiosa". PJ O'Reilly di Nintendo Life ha definita la modalità di gioco "frustante" in alcuni casi.

### Vendite
Emio – L'uomo che sorride ha venduto 25.028 copie fisiche nella settimana di lancio in Giappone, diventando il quinto videogioco più venduto.

### Riconoscimenti
| Anno | Premio                 | Categoria                      | Risultato | Note   |
| ---- | ---------------------- | ------------------------------ | --------- | ------ |
| 2024 | Golden Joystick Awards | Miglior narrazione             | Candidato | [ 37 ] |
| 2025 | Famitsū Dengeki Awards | Miglior videogioco d'avventura | Vincitore | [ 38 ] |